# Liste de prénoms lettons
Cette liste des prénoms lettons répertorie les prénoms d'origine lettonne, mais aussi les variantes et dérivés lettons de prénoms d'origine autre, et éventuellement des prénoms très usités en Lettonie.

## Prononciation
- ā représente un a long.

- ē représente un è long.

- ī représente un i long.

- ū représente un ou long.

- Le c se prononce ts.

- Le č se prononce tch.

- Le j se prononce y.

- Le š se prononce ch.

- Le ž se prononce j.

- Haut – A
- B
- C
- D
- E
- F
- G
- H
- I
- J
- K
- L
- M
- N
- O
- P
- Q
- R
- S
- T
- U
- V
- W
- X
- Y
- Z

## A

### Masculin
- Ādams 1601-1919
- Ādolfs 1863-1919
- Agris 1945-1973
- Aigars 1945-1980
- Ainārs 1945-1975
- Aivars 1920-1975
- Aksels
- Alberts 1863-1944
- Albīns
- Aldis 1945-1975
- Aleksandrs 1863-1970, 1980
- Alfs
- Alfrēds 1863-1944
- Aļģirts
- Almants
- Alnis
- Anatols
- Andrejs 1863-1970, 1980
- Andris 1601-1862, 1920-1980 Andrée
- Andrešs 1601-1862
- Andrievs
- Andulis
- Andžs
- Ansis 1601-1919
- Anšlavs
- Antis
- Antons 1863-1944
- Ardis
- Arijs
- Armands 1945-1980
- Arnis 1945-1973
- Arnolds 1863-1944
- Artis 1980s, 1998
- Arturs 1863-1970
- Artūrs 1980-1998
- Arvīds 1920-1970
- Arvils
- Askolds
- Atvars
- Augusts 1863-1944
- Auseklis

### Féminin
- Ada
- Adele
- Aelita
- Agija
- Agnese 1975-1998
- Agneta
- Agnija
- Aiga 1973-1975
- Aija 1920-1980
- Aina 1920-1970
- Alda
- Alīda 1863-1919
- Alise 1998
- Alma 1863-1944
- Alvīne 1863-1919
- Amālija 1863-1919
- Ance
- Andželika
- Anete 1998
- Angelika
- Anita 1945-1975
- Anna 1601-1970, 1998
- Annija 1998
- Anša 1774
- Anta
- Antoņina 1920-1944
- Antonija
- Antra 1945-1970
- Ārija 1920-1944
- Arita
- Armanda
- Asnate
- Ausma 1920-1944
- Austra 1863-1944

## B

### Masculin
- Balvis
- Benedikts
- Bērends 1601-1862
- Bernhards
- Bērtulis 1601-1862
- Bieranžs
- Boļeslavs
- Brencis 1601-1862
- Broņislavs

### Féminin
- Babba 1601-1862 variante de Barbara
- Babbe 1787 variante de Barbara
- Baiba 1945-1980 variante de Barbara
- Barbara
- Berta 1863-1919
- Bille 1774-1845 variante de Sibylle
- Biruta 1920-1970
- Broņislava 1920-1944

## C

### Masculin
- Centis

### Féminin
- Čappa 1774

## D

### Masculin
- Dailis
- Dainis 1945-1980
- Dairis
- Daniels 1998
- Daumants
- Dāvis 1863-1919, 1998
- Dāvids
- Dins
- Donāts (en)
- Drosmis
- Druvis
- Druvvaldis[réf. nécessaire]
- Džemma
- Dzintars 1945-1975

### Féminin
- Dace 1945-1980
- Daiga 1945-1975
- Daina 1945-1970
- Dārta 1601-1862
- Diāna 1973-1998
- Doroteja 1601-1862
- Dzidra 1920-1944
- Dzintra 1945-1970

- Dženete

## E

### Masculin
- Edgars 1920-1998
- Edmunds 1945-1970
- Eduards 1863-1944, 1973-1975
- Edvīns 1920-1970
- Edžus
- Egils 1945-1970
- Egmonts
- Eižens
- Elgars
- Elmārs 1920-1944
- Elvis 1998
- Emīls 1863-1919, 1998
- Ēriks 1920-1973
- Ermanis 1601-1862
- Ernests 1863-1944
- Ēvalds 1920-1944

### Féminin
- Eda 1601-1919
- Edīte 1945-1970
- Eiženija
- Elīna 1980s 1998
- Elita 1945-1970
- Elizabete 1601-1919
- Elma
- Elvīra 1920-1944
- Elza 1863-1944
- Emīlija 1863-1944
- Emma 1863-1919 variante d'Emmanuelle
- Ērika 1920-1944
- Erna 1863-1944
- Eva (en) 1601-1862
- Evija 1973-1980
- Evita 1973-1980

## F

### Masculin
- Felikss
- Fricis 1863-1944
- Frīdis
- Frīdrihs

### Féminin
Frīda (en)

## G

### Masculin
- Gaidis
- Gaits
- Gastons
- Gatis 1975-1980
- Gints
- Gunārs 1920-1970
- Guntars 1945-1975
- Guntis 1945-1975
- Gunvaldis
- Ģederts 1601-1862
- Ģirts 1973-1975

### Féminin
- Gaida 1920-1944
- Gēda
- Genovefa 1920-1944
- Gerda
- Ģertrūde
- Grēta 1601-1862 variante de Marguerite
- Grieta 1601-1862 variante de Marguerite
- Gunda
- Gundega
- Gunita 1973-1975
- Gunta 1945-1973
- Guntra

## H

### Masculin
- Hanss 1601-1862
- Harijs 1920-1944
- Henriks 1601-1862
- Hermanis 1601-1862
- Hugo

### Féminin
- Helēna 1863-1944
- Herta

## I

### Masculin
- Iernests 1774
- Ignatius 1787
- Igors 1945-1970
- Ikars
- Ilgmārs
- Ilmārs 1920-1970
- Imants 1920-1970
- Indriķis 1601-1919
- Inesis
- Ingmars
- Inguns
- Ints
- Ivars 1920-1980
- Ivo 1973

### Féminin
- Ieva 1601-1919, 1945-1998
- Ildze
- Ilga 1920-1970
- Ilma
- Ilona 1945-1980
- Ilze 1601-1919, 1945-1980
- Ina 1945-1973
- Ināra 1920-1973
- Indra 1945-1970
- Inese 1945-1970, 1980
- Ineta 1945-1973
- Inga 1945-1980s
- Ingrīda 1945-1970
- Inguna 1945-1970
- Inta 1920-1970
- Ira - liens
- Irēna 1920-1970
- Irisa
- Irita
- Irma 1863-1919
- Iveta 1945-1980

## J

### Masculin
- Jakobs 1601-1862
- Janis 1601-1862
- Jānis 1601-1998
- Jannis 1601-1862
- Jāzeps 1863-1970
- Jēkabs 1601-1944
- Jēkaubs 1601-1862
- Jēkobs 1774
- Jezups 1920-1944
- Johans 1601-1862
- Jorens
- Jūlians
- Jūlijs 1863-1919
- Juris 1601-1980
- Justs

### Féminin
- Jana 1975
- Janina 1920-1944
- Jūla / Jūle 1601-1919
- Jūlija 1863-1919
- Julita

## K

### Masculin
- Kalvis
- Kārlis 1601-1970, 1980-1998
- Kaspars 1601-1862, 1973-1980
- Klaudijs
- Klāvs 1402
- Knuts
- Konradus 1601-1862
- Konrads
- Kristaps 1863-1919, 1980-1998
- Kristers 1998
- Krists 1601-1862
- Krišjānis 1863-1919
- Krišs 1863-1919
- Kurts

### Féminin
- Karina 1975
- Karlīna 1863-1919
- Katarīna 1601-1862
- Kate
- Katrīna 1601-1919, 1998
- Kēršta
- Krista 1998
- Kristiāna 1998
- Kristīna / Kristīne 1601-1919
- Kristīne 1980-1998

## L

### Masculin
- Laimnesis
- Laimonis 1920-1970
- Lauris 1980s
- Leo
- Leons 1920-1944
- Leopolds
- Lotars

### Féminin
- Laila 1945-1970
- Laima
- Laine
- Lana
- Lāsma
- Laura 1980s-1998
- Lavīze 1601-1919
- Leokādija
- Leontīne 1920-1944
- Lība 1601-1919
- Lidija 1863-1970
- Liene 1601-1862, 1973-1980
- Līga 1945-1980
- Ligita 1945-1970
- Liliāna
- Lilija 1863-1970
- Lilita 1945-1970
- Līna 1863-1919
- Linda (en) 1980s-1998
- Lita
- Līza 1863-1919
- Lizete 1863-1919
- Lonija
- Lūcija 1863-1944

## M

### Masculin
- Macs 1601-1862
- Madis
- Magnuss
- Maigurs
- Maksis
- Malvis
- Mareks 1973-1975
- Marģers
- Margots
- Māris 1945-1980
- Mārtiņš 1601-1998
- Marts
- Matīss 1601-1862
- Mihels 1601-1862
- Mikels 1601-1862
- Miķelis 1601-1919
- Mintauts
- Modris 1945-1970
- Monvids
- Muntis

### Féminin
- Madara 1980s 1998
- Maddala
- Made 1601-1862
- Maija 1601-1862 1920-1970
- Māra 1945-1970
- Mare 1601-1862
- Marence
- Margareta 1601-1862
- Mārgieta 1774
- Margrieta 1601-1919
- Marija 1601-1970
- Mārīte 1945-1970
- Marta 1863-1944, 1998
- Maža 1601-1862
- Milda 1863-1944
- Minna 1863-1919
- Mirdza 1920-1944
- Monika 1920-1944

## N

### Masculin
- Niklāvs 1500
- Nikolajs 1863-1919
- Niks 1998
- Nils
- Norberts
- Normunds 1945-1975

### Féminin
- Nanija
- Natālija 1863-1919
- Nelda

## O

### Masculin
- Oļģerts 1920-1944
- Oskars 1945-1998
- Osvalds 1920-1944
- Oto 1863-1919
- Otomars

### Féminin
- Olga 1863-1944
- Orte 1787
- Ortija 1774-1787
- Otīlija 1863-1919
- Oksana

## P

### Masculin
- Pauls 1863-1919
- Pāvils 1638
- Pēteris 1601-1973

### Féminin
- Paula 1998
- Paulīna 1863-1919
- Patrīcija

## R

### Masculin
- Raimonds 1920-1980
- Raivis 1980s
- Rauls
- Reinis 1601-1862, 1998
- Reķis 1774
- Ričards 1998
- Rihards 1998
- Ringolds
- Roberts 1863-1970, 1998
- Rodrigo
- Rolands 1980
- Rūdolfs 1863-1919
- Rūsiņš

### Féminin
- Rasma 1920-1944
- Regīna 1945-1970
- Rita 1920-1975
- Rudīte 1945-1970
- Ruta / Rute 1920-1970

## S

### Masculin
- Salvis
- Sandis 1980s-1998
- Sarmis
- Saulvedis
- Sentis
- Severīns
- Sigurds
- Silvestrs
- Spodris
- Staņislavs 1920-1944
- Svens

### Féminin
- Samanta 1998
- Sandra (de) 1945-1980
- Sanita 1973-1980
- Santa 1973-1998
- Santra
- Sapa 1601-1862
- Sarmīte 1945-1975
- Selga
- Sigita
- Silvija 1920-1970
- Sintija 1980-1998
- Skaidrīte 1920-1970
- Sniedze
- Solvita 1973-1975

## T

### Masculin
- Tālis
- Tālrīts
- Tenis 1601-1862
- Teodors 1863-1919
- Toms 1998

### Féminin
- Tāle 1774
- Tekla 1920-1944
- Tīna
- Tija 1787
- Trīne 1601-1862

## U

### Masculin
- Uldis 1920-1980
- Uvis

### Féminin
- Ulla
- Undīne

## V

### Masculin
- Valdis 1920-1973
- Valfrids
- Varis
- Vents
- Vidvuds
- Viesturs 1920-1970
- Vikentijs
- Viktors 1920-1970
- Vilips
- Vilis 1863-1944
- Vilmars
- Vilnis 1920-1970
- Viļums 1601-1862
- Vismants
- Visvaldis 1920-1944
- Vladislavs 1920-1944
- Voldemārs 1863-1919, 1945-1970

### Féminin
- Valda 1945-1970
- Valentīna 1920-1970
- Valija 1863-1944
- Velta 1920-1970
- Veneranda 1920-1944
- Vera 1863-1944
- Veronika 1920-1944
- Vija 1920-1970
- Vilma 1863-1944
- Vineta 1945-1975
- Viola
- Vita 1945-1975

## Z

### Masculin
- Zemgus
- Ziedonis 1920-1970
- Žanis 1863-1919

### Féminin
- Žaklīna
- Zane 1980
- Zelma 1863-1919
- Zenta 1920-1944
- Zigrīda 1920-1944
- Zinta